# جوليا بريك
جوليا بريك (بالإنجليزية: Julia Breck)‏ هي ممثلة بريطانية، ولدت في 22 أغسطس 1941 في وايت في المملكة المتحدة، وتوفيت في 28 يناير 2020.

## وصلات خارجية
- جوليا بريك على موقع IMDb (الإنجليزية)
- جوليا بريك على موقع قاعدة بيانات الفيلم (الإنجليزية)
- جوليا بريك على موقع كينوبويسك (الروسية)